# Bombers d'Esmirna
Bombers d'Esmirna (en turc İzmir İtfaiyesi, oficialment İzmir Büyükşehir Belediyesi İtfaiye Daire Başkanlığı) són els bombers d'İzmir (Esmirna) i de tota la Província d'İzmir. Els bombers contemporanis de la ciutat d'Esmirna foren establerts el 1897, durant els temps otomans.

## Història

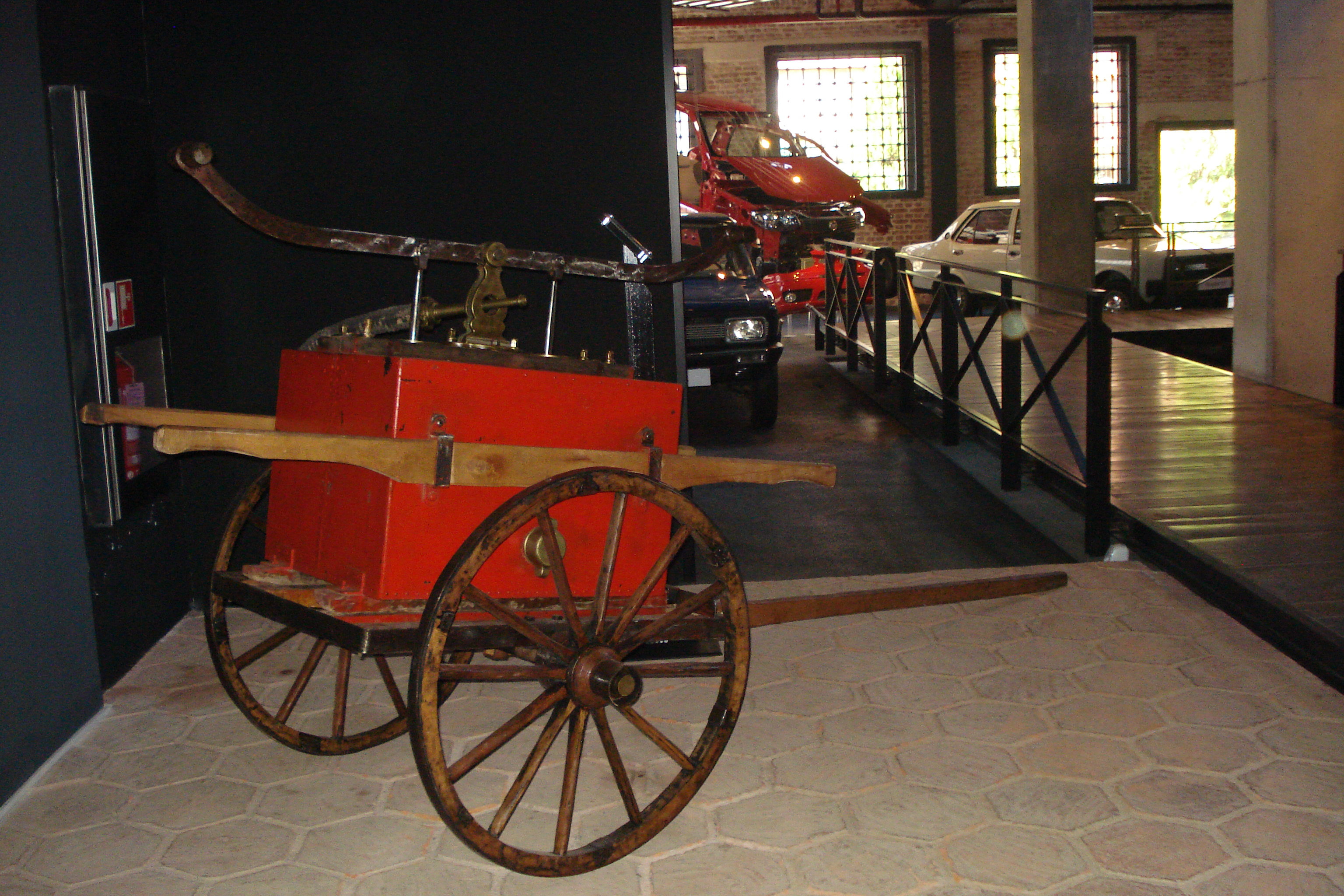
Tulumba

Fins a finals del segle xix, a Esmirna, com en totes les grans ciutats de l'Imperi Otomà els tulumbacılar (tulumbadjis) s'encarregaven d'apagar els incendis. Els bombers contemporanis de la ciutat foren organitzats el 1897, per un expert hongarès, anomenat Greskoviç o Groskoviç, convidat per les companyies asseguradores estrangeres establertes a la ciutat.

## Era republicana

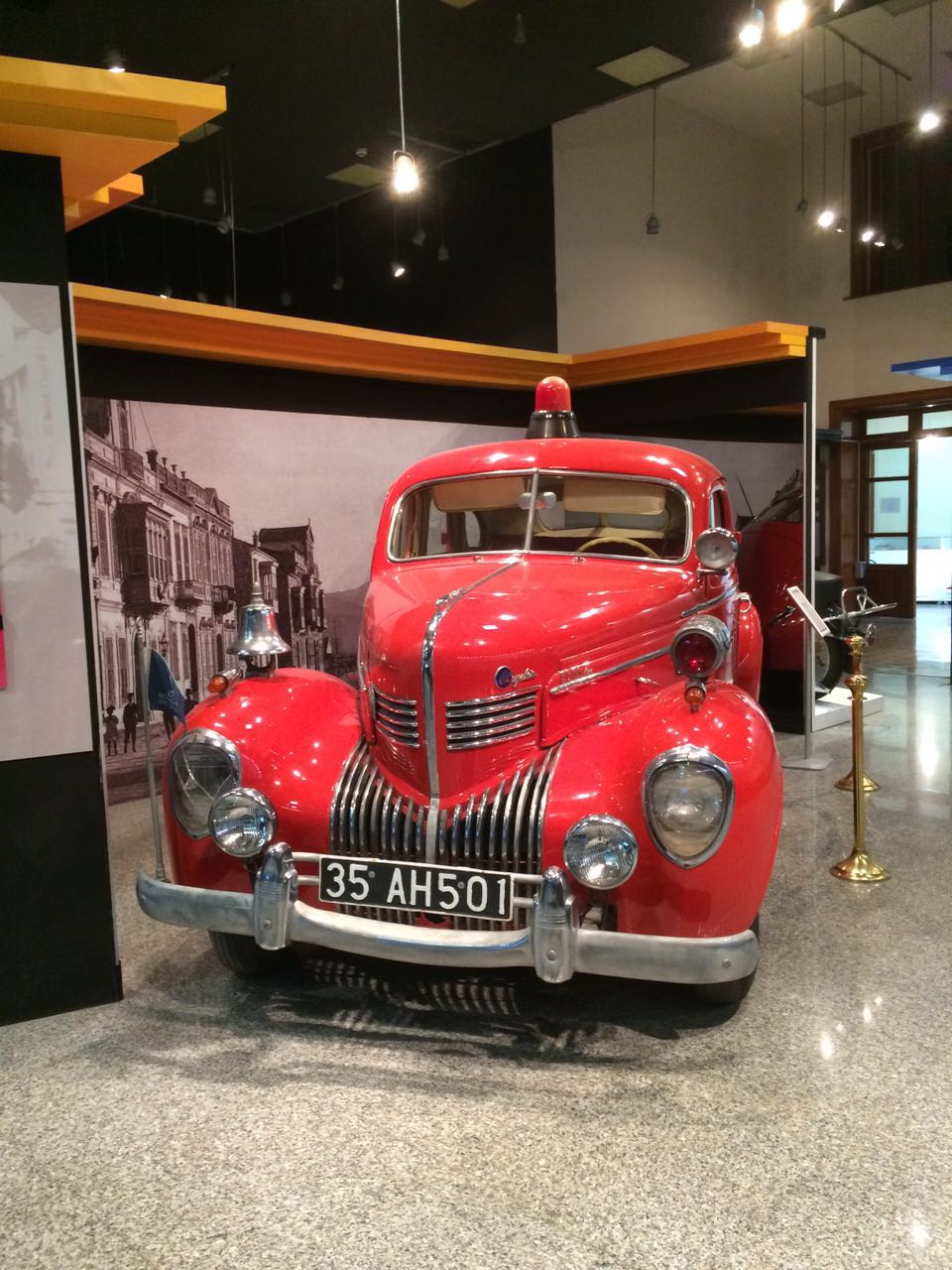
El cotxe que utilitzava el Director de Bombers d'Esmirna els 1940s, avui en el Museu de la Ciutat d'İzmir.

Una llei de 1924 dona la responsabilitat de formar companyies de bombers (itfaiye) als ajuntaments locals. Des del 2013 els 29 ajuntaments metropolitans (büyükşehir belediyeleri, com el d'Esmirna) de Turquia són els encarregats de donar un servei municipal a tota la seva província.

## Dones bomber
Els Bombers d'Esmirna estan composts per bomberes des fa anys. Des del 2009 també participen dones en el Serviu AKS, "el més perillós", que, entre altres funcions, intervé en els incendis industrials. Les bomberes sense graduació s'anomenen "er", igual que els bombers. Pelin Parlak, bombera com el seu pare i el seu marit diu: "la gent pensa que nosaltres seiem aquí a la oficina o anem a salvar gats dels arbres, moltes vegades treballem 24 hores en condicions difícils; les persones de vegades ens criden "germà", però quan ens treiem el casc s'excusen."

## Activitats esportives
Els Bombers de l'Ajuntament Metropolità d'Esmirna representen a Turquia en les Olmpíades de Bombers, tant en homes, com, des del 2015, en dones.
Els Bombers d'Esmirna seran els amfitrions del Campionat d'Esports de Rescat i Incendis de 2016, entre el 25 de setembre i l'1 d'octubre de 2016.